# 3352 McAuliffe
3352 McAuliffe (/[invalid input: 'icon']məˈkɔːl[invalid input: 'ɨ']f/) là một thiên thạch Amor và thiên thạch Sao Hỏa được phát hiện bởi Norman G. Thomas ngày 6 tháng 2 năm 1981. Nó được đặt theo tên của Christa McAuliffe.